# Sklerenchym
Sklerenchym je rostlinné pletivo, někdy se mu říká kamenné buňky. Vyskytuje se v plodech (je dobře pozorovatelné mikroskopem v hrušce) a cévních svazcích. Neobsahuje mezibuněčné prostory, tzn. interceluláry. Je tvořen buňkami s rovnoměrně ztloustlými buněčnými stěnami, jejichž součástí je i sekundární buněčná stěna (obvykle s výrazným podílem ligninu). Aby tyto buňky spolu mohly komunikovat, mají v buněčné stěně kanálky cytoplazmy, plazmodezmy.

## Sklerenchym jako opora a ochrana
Buňky sklerenchymu často nakonec odumřou a pletivu zůstane funkce zpevňovací a ochranná. Lze ji rozdělit do dvou základních forem, což jsou jednak vlákna (například trav, lnu, konopí atd.), jednak sklereidy s dřevnatými stěnami (pecky třešní a švestek, skořápky ořechů).